# Rävloken
Rävloken är en sjö i Älvdalens kommun i Dalarna och ingår i Dalälvens huvudavrinningsområde. Sjön har en area på 0,117 kvadratkilometer och ligger 894 meter över havet.

## Delavrinningsområde
Rävloken ingår i det delavrinningsområde (683644-132390) som SMHI kallar för Namn saknas. Medelhöjden är 822 meter över havet och ytan är 51,09 kvadratkilometer. Räknas de 4 avrinningsområdena uppströms in blir den ackumulerade arean 83,61 kvadratkilometer. Västerdalälven som avvattnar avrinningsområdet har biflödesordning 2, vilket innebär att vattnet flödar genom totalt 2 vattendrag innan det når havet efter 539 kilometer. Avrinningsområdet består mestadels av skog (71 procent) och kalfjäll (22 procent). Avrinningsområdet har 0,11 kvadratkilometer vattenytor vilket ger det en sjöprocent på 0,2 procent.